# Зебрата състезател
„Зебрата състезател“ (на английски: Racing Stripes) е приключенска комедия от 2005. Филмът е подобен на „Бейб“ (1995). Заснет е в Република Южна Африка.

## Сюжет
Една вечер в бързината и шумотевицата по време на проливен дъжд, пътуващият цирк „Сорейно“ напуска града и изоставя бебе зебра. То е спасено от Нолан Уолш, оттеглил се треньор на състезателни коне. Нолан взема зебрата в дома си в неговата ферма и я оставя на грижите на своята дъщеря Чанинг, която кръщава бебето „Рае“. Другите животни от фермата се опитват да го научат за живота във фермата, но той е убеден, че трябва да се състезава, въпреки че не е истински състезателен кон (в крайна сметка се осъзнава след няколко години). Рае прекарва времето си, тренирайки с помощта на едно пони, което в миналото е помагало на треньора да обучава конете.
Чанинг (Хейдън Пенетиър) има подобни амбиции, тя иска да стане жокей. Баща ѝ отказва да я пусне да тренира, защото вярва, че е твърде опасно. Той се е оттеглил от състезанията след смъртта на майката на Чанинг, който умира в инцидент по време на състезание, когато дъщеря ѝ е едва 12-годишна. Ентусиазмът на Чанинг все пак побеждава и тя убеждава Нолан да тренира нея и Рае, с цел да победят в състезанието на Кентъки. Междувременно Рае си намира приятелка, състезателен кон на противника.